# Fiskergade (Ribe)
Fiskergade i Ribe er en gade, der i forlængelse af Korsbrødregade (Ribe) går fra Overdammen (Ribe) mod nord og efter et lille skarpt knæk munder ud på Skibbroen.
Gaden kan spores tilbage til midten af 1400-tallet, hvilket også er blevet bekræftet af arkæologiske udgravninger. En del af husene i gaden er opført efter den store brand i byen d. 3. september 1580.
Specielt ved gaden er de smalle slipper, der går mellem Grønnegade (Ribe) og Skibbroen og alle går på tværs af Fiskergade.

## Slagterens hus - Fiskergade 3
Midt i Fiskergade ligger et hus, der bryder gadens ellers meget lige linjer - Fiskergade 3. Huset er bygget omkring 1600 og blandt lokale kaldt for Slagterens hus.
Huset blev overtaget af Ribe Turistforening i 1956 og man gik straks i gang med at renovere det stærkt forfaldne hus under ledelse af Hans Henrik Engqvist.
Ved gadedøren ses en sort jernstang, der går ud fra huset. Går man en tur med de lokale guider, vil de berette om en barndom, hvor kød hang til tørre på denne stang. Der findes dog ingen billeder, der underbygger denne fortælling.

## Ribehus skånet af branden i 1580 - Fiskergade 5
Dele af huset, blandt andet gavlen mod Skomagerslippe kan spores helt tilbage omkring 1550 - før den store brand i 1580.
I mange år var der gæstgiveri i huset og man ser stadigvæk den store kvadersten, der blev brugt til at lettere at kunne komme til hest efter et besøg hos gæstgiveriet.
Der var ingen faste værelser til gæster i huset. Når der havde været markedsdage i byen og der var brug for overnatning, blev der bredt et lag halm ud på gulvet til de overnattende.
Huset er ombygget og renoveret en del gange gennem tiden. 

## Eksterne Links
Ribe postbud Anders Jes Peter Rasmussen i Fiskergade og Sviegade: https://www.youtube.com/watch?v=LcT-mTwDjwY55°19′45″N 8°45′45″Ø / 55.32919°N 8.76239°Ø
Arkæologiske fund i Fiskergade: http://sol.sydvestjyskemuseer.dk/?mode=thumbnail&antal=21&search=Fiskergade